# Monster 2
Monster 2 – trzeci album studyjny polskiego rapera Popka. Wydawnictwo ukazało się 9 grudnia 2014 roku nakładem wytwórni muzycznej WagWan Enterainment. W Polsce album ukazał się nakładem wytwórni muzycznej StoProcent Records w dystrybucji My Music. Wśród gości na płycie znaleźli się m.in. Olsen, The Game, NON Koneksja oraz Kaen.
Płyta dotarła do 41. miejsca zestawienia OLiS. 

## Lista utworów
Opracowano na podstawie materiału źródłowego.
1. "Wake Up" (gościnnie: Ziomale Rap Na Banicji, Emilee Boyce)
2. "I'm Calm" (gościnnie: Ronster BGR)
3. "Don't Come To My Ghetto" (gościnnie: Goldie 1)
4. "Big Crimes" (gościnnie: Big H)
5. "Don't Trust Bitches" (gościnnie: Lil' Nasty)
6. "Sinner" (gościnnie: Masło)
7. "New Generation" (gościnnie: Merky ACE, Kozzie)
8. "Unstoppable" (gościnnie: Olsen, Youngbez, Porchy, Niziol, Zuz Rock, J Grande)
9. "Street Code" (gościnnie: Receiver, Niziol)
10. "Sweet Tulip" (gościnnie: Lauren Quarterly, Paizz)
11. "Monster" (gościnnie: Kaen, Porchy)
12. "I Am" (gościnnie: Panika)
13. "London Don't Believe In Fear" (gościnnie: Jahna Sebastian, Merky ACE, NON Koneksja, TKO)
14. "Massacre" (gościnnie: Double S)
15. "One More Kiss" (gościnnie: Big Narstie, Emilee Boyce)
16. "Paperchase" (gościnnie: English Frank, Rae Mac)
17. "Let's Get It" (gościnnie: Joe Grind)
18. "Rydah 4 Life" (gościnnie: Chronik)
19. "Anger" (gościnnie: Monica Michael)
20. "Scars and Stitches" (gościnnie: Stitches)
21. "Connect" (gościnnie: The Game)
22. "Outro" (gościnnie: Frisco)